# ICEfaces
ICEfaces é um kit de desenvolvimento de software aberto fonte que se estende do JavaServer Faces (JSF), empregando Ajax. Ele é usado para construir aplicações ricas para internet (RIA) utilizando a linguagem de programação Java. Com ICEfaces, a codificação de interação e Ajax no lado do cliente é programado em Java, ao invés de JavaScript, ou com plug-ins.

## Arquitetura
ICEfaces é projetado para trabalhar com servidores Java EE, encapsular as chamadas Ajax. ICEFaces 'é baseado no padrão do JavaServer Faces, estende-se alguns componentes padrão suplementadas com embutido Ajax. ICEfaces permite submete parciais. Ele também fornece "Ajax Push", uma variante de capacidade Comet, que pode atualizar o DOM de uma página da Web a partir do lado do servidor.

## Frameworks comparáveis
- Apache MyFaces
- Echo
- ADF Faces
- PrimeFaces
- RichFaces
- Vaadin
- ZK